# Escaryus cryptorobius
Escaryus cryptorobius är en mångfotingart som beskrevs av Pereira och Hoffman 1993. Escaryus cryptorobius ingår i släktet Escaryus och familjen småjordkrypare. Inga underarter finns listade i Catalogue of Life.